# Битето
Битѐто (на италиански: Bitetto, на местен диалект Vetètte, Ветете) е град и община в Южна Италия, провинция Бари, регион Пулия. Разположен е на 139 m надморска височина. Населението на общината е 11 717 души (към 2010 г.).